# Cliffe and Cliffe Woods
Cliffe and Cliffe Woods – civil parish w Anglii, w Kent, w dystrykcie Medway. W 2011 civil parish liczyła 5370 mieszkańców.